# Viktor Dyk
Viktor Dyk (Pšovka u Mělníka, 1877. december 31. – Lopud, 1931. május 14.) cseh jogász, költő, drámaíró, nacionalista politikus.

## Művei
- Esti gyermekdal
- A megfélemlített
- A patkánybűvöl(Eri Kiadó, Budapest, 2006, fordította: Cséfalvay Eszter)
- Falunkbéli katonácska dala
- Falun

## Magyarul
- A patkányirtó; ford. Cséfalvay Eszter, ill. František Kysela; Madách–Európa, Bratislava–Budapest, 1979
- A patkánybűvölő; ford. Cséfalvay Eszter, versford. Balla Kálmán,  illusztrálta František Kysela; Eri,  Budapest, 2006 ISBN 9638090979